# Strażnica WOP Markocice
Strażnica WOP Markocice – zlikwidowany podstawowy pododdział graniczny Wojsk Ochrony Pogranicza pełniący służbę graniczną na granicy polsko-czechosłowackiej.

## Formowanie i zmiany organizacyjne
Strażnica została sformowana w 1945 w strukturze 3 komendy odcinka Bogatynia jako 12 strażnica WOP (Markersdorf) o stanie 56 żołnierzy. Kierownictwo strażnicy stanowili: komendant strażnicy, zastępca komendanta do spraw polityczno-wychowawczych i zastępca do spraw zwiadu. Strażnica składała się z dwóch drużyn strzeleckich, drużyny fizylierów, drużyny łączności i gospodarczej. Etat przewidywał także instruktora do tresury psów służbowych oraz instruktora sanitarnego. W 1947 została przeformowana na strażnicę II kategorii – 43 wojskowych.
Od 15 marca 1954 wprowadzono nową numerację strażnic w skali kraju, a strażnica II kategorii otrzymała numer 15.
W 1956 rozpoczęto numerowanie strażnic na poziomie brygady. Strażnica II kategorii Markocice była 15. w 8 Brygadzie Wojsk Ochrony Pogranicza. W 1960, po kolejnej zmianie numeracji, strażnica posiadała numer 14 i zakwalifikowana była do kategorii II w 8 Łużyckiej Brygadzie WOP . W 1964 strażnica WOP nr 13 Markocice uzyskała status strażnicy lądowej i zaliczona została do III kategorii.

## Strażnice sąsiednie
- 11 strażnica WOP Maxdorf ⇔ 13 strażnica WOP Rozporitz – 1946.

## Komendanci/dowódcy strażnicy
- chor. Marian Bembenek (był w 10.1946)[b]
- chor. Józef Kiełbasa (do 1952)
- ppor. Zygmunt Stelmaszczyk (od 1952)
- por. Ryszard Bartoszewicz (od 1961)[12]
- por. Mieczysław Mgłosiek (1966–1972).